# تیم ملی والیبال زنان چکسلواکی
تیم ملی والیبال زنان چکسلواکی (انگلیسی: Czechoslovakia women's national volleyball team) تیم ملی والیبال مختص زنان چکسلواکیایی بود که به عنوان نماینده چکسلواکی در رقابت‌های رسمی و دوستانه با حریفان به رقابت می‌پرداخت.